# Oryzomys antillarum
Oryzomys antillarum, também conhecido popularmente no inglês como "Jamaican rice rat", ou "rato do arroz jamaicano", é um roedor extinto da Jamaica. Membro do gênero Oryzomys dentro da família Cricetidae, é semelhante a O. couesi do continente da América Central, de onde pode ter se dispersado para a ilha durante o último período glacial. O. antillarum é comum em faunas de subfósseis de cavernas e também é conhecido por três espécimes coletados vivos no século XIX. Alguns registros históricos de ratos jamaicanos podem se referir a ele. A espécie provavelmente foi extinta no final do século XIX, talvez devido à introdução do pequeno mangusto indiano Urva auropunctata, competição com roedores introduzidos, como a ratazana Rattus norvegicus, e destruição de habitat.
Oryzomys antillarum era um rato de tamanho médio, semelhante em muitos aspectos a O. couesi. O comprimento da cabeça e do corpo era de 120 a 132 mm e o crânio tinha cerca de 30 mm de comprimento. As partes superiores eram avermelhadas e gradavam para as partes inferiores amareladas. A cauda era aproximadamente do mesmo comprimento que a cabeça e o corpo, com poucos pelos, e mais escura acima do que abaixo. A espécie diferia de O. couesi por ter ossos nasais mais longos, forames incisivos mais curtos (perfurações na parte frontal do palato) e arcos zigomáticos (maçãs do rosto) mais robustos.

## Taxonomia
Em sua monografia de 1877 sobre roedores norte-americanos, Elliott Coues mencionou dois espécimes de Oryzomys da Jamaica nas coleções do Museu Nacional dos Estados Unidos (USNM). Segundo Coues, os espécimes eram semelhantes ao O. palustris dos Estados Unidos, mas diferentes na cor. Embora tenha escrito que provavelmente representavam uma forma distinta, ele evitou dar um nome científico a eles devido à possibilidade de que a forma já tivesse recebido um nome desconhecido por ele. A espécie foi formalmente descrita por Oldfield Thomas em 1898, com base em um espécime que estava no Museu de História Natural de Londres desde 1845. Ele a reconheceu como uma espécie distinta de Oryzomys, O. antillarum, mas escreveu que era relacionada a O. couesi da América Central continental. Thomas suspeitava que a espécie já estava extinta na Jamaica, mas que ela ou algum outro rato do arroz semelhante ainda poderia ser encontrado no interior inexplorado de Cuba ou Hispaniola.
Ao revisar os Oryzomys norte-americanos em 1918, Edward Alphonso Goldman manteve O. antillarum como uma espécie distinta, mas admitiu que era tão semelhante ao O. couesi continental que poderia ter sido introduzida na Jamaica. Em 1920, Harold Anthony relatou que restos de O. antillarum eram comuns em cavernas costeiras, sugerindo que a espécie havia sido uma parte importante da dieta da coruja-das-torres (Tyto alba). Em 1942, Glover Morrill Allen duvidou que fosse uma espécie distinta e, em sua tese de doutorado de 1962, Clayton Ray, que examinou numerosos espécimes de cavernas, concordou e a manteve apenas como uma "subespécie pouco diferenciada" de O. palustris (que então incluía O. couesi e outras formas mexicanas e centro-americanas), O. palustris antillarum. Philip Hershkovitz chegou à mesma conclusão em um artigo de 1966. Após O. couesi do México e da América Central ser novamente classificado como uma espécie distinta de O. palustris dos Estados Unidos, a forma jamaicana passou a ser considerada uma subespécie do primeiro, O. couesi antillarum.
Em uma revisão de 1993, Gary Morgan restabeleceu o animal como uma espécie distinta, intimamente relacionada a O. couesi, citando um artigo não publicado de Humphrey, Setzer e ele mesmo. Guy Musser e Michael Carleton, escrevendo para a terceira edição de 2005 do Mammal Species of the World, continuaram a classificar a forma jamaicana como parte de O. couesi, mas não referenciaram Morgan. No entanto, em uma revisão de 2006 do conteúdo de Oryzomys, Marcelo Weksler e colegas listaram O. antillarum como uma espécie distinta, citando Morgan, e em um artigo de 2009 sobre Oryzomys do oeste do México, Carleton e Joaquín Arroyo-Cabrales fizeram o mesmo.
De acordo com a classificação de Carleton e Arroyo-Cabrales, O. antillarum é uma das oito espécies do gênero Oryzomys, que ocorre do leste dos Estados Unidos (O. palustris) até o noroeste da América do Sul (O. gorgasi). O. antillarum faz parte da seção (na zoologia, nível taxonômico após ordem, antes de família) de O. couesi, centrada no amplamente distribuído O. couesi da América Central e também inclui várias outras espécies com distribuições mais limitadas e periféricas. Muitos aspectos da sistemática da seção O. couesi permanecem incertos, e é provável que a classificação atual subestime a verdadeira diversidade do grupo. Oryzomys anteriormente incluía muitas outras espécies, que foram progressivamente removidas em vários estudos, culminando no artigo de 2006 de Weksler e colegas, que excluiu mais de quarenta espécies do gênero. Todas são classificadas na tribo Oryzomyini ("ratos do arroz"), um conjunto diversificado de roedores americanos com mais de cem espécies, e em níveis taxonômicos mais altos na subfamília Sigmodontinae da família Cricetidae, junto com centenas de outras espécies de roedores, principalmente pequenos.

## Descrição
O. antillarum era um roedor de tamanho médio, aproximadamente do mesmo tamanho que O. couesi. Segundo a descrição de Thomas, as partes superiores eram avermelhadas, ligeiramente mais brilhantes na garupa e mais acinzentadas na cabeça. A cor das partes superiores gradava para a das partes inferiores, que eram amareladas. Os pelos das partes inferiores eram acinzentados na base. As orelhas pequenas eram pretas na parte externa e amarelas na interna, e as superfícies superiores das mãos e dos pés eram esbranquiçadas. A cauda era quase sem pelos e era marrom clara acima e mais clara abaixo. Goldman escreveu que os espécimes no USNM eram um pouco mais avermelhados, mas sua cor pode ter sido alterada porque foram preservados em álcool. Coues descreveu esses como marrons enferrujados acima e lavados com a mesma cor abaixo. Andrew Arata comparou os espécimes do USNM com exemplos da subespécie avermelhada da Flórida do O. palustris natator para Ray e descobriu que eram mais avermelhados do que até mesmo os animais mais fortemente coloridos da Flórida.
| Espécime         | Comprimento total | Cabeça e corpo | Cauda | Pata traseira | Orelha |
| ---------------- | ----------------- | -------------- | ----- | ------------- | ------ |
| BMNH 45.10.25.48 | 260               | 130            | 130   | 28            | 13     |
| USNM 38299       | 228               | 120            | 108   | 30            | –      |
| USNM 38300       | 253               | 132            | 121   | 30            | ?12–15 |

O crânio era geralmente semelhante ao de O. couesi, assim como os dentes. Era robusto e apresentava crista supraorbital bem desenvolvida (localizada acima dos olhos) na caixa craniana. O osso interparietal [en], parte do teto da caixa craniana, era pequeno e estreito. O palato ósseo se estendia além dos terceiros molares. Os ossos nasais se estendiam mais para trás do que os pré-maxilares, enquanto esses ossos geralmente são aproximadamente cotérminos em O. couesi. Em média, os forames incisivos, que perfuram a parte frontal do palato, eram mais curtos do que em O. couesi. O arco zigomático (maçã do rosto) parecia ser mais desenvolvido em O. antillarum.
Nos três espécimes modernos e numerosos espécimes de cavernas, o comprimento condilobasal (uma medida do comprimento do crânio) varia de 28.9 a 31.2 mm (apenas um moderno e dois espécimes de cavernas), o comprimento do palato ósseo de 13,0 a 17,8 mm, a largura da região interorbital (localizada entre os olhos) de 4,78 a 6,33 mm, o comprimento dos forames incisivos de 5,1 a 6,6 mm, o comprimento da coroa dos molares superiores de 4,36 a 5,20 mm, e o comprimento da coroa dos molares inferiores de 4,80 a 5,39 mm.

## História

### Origem e registros subfósseis

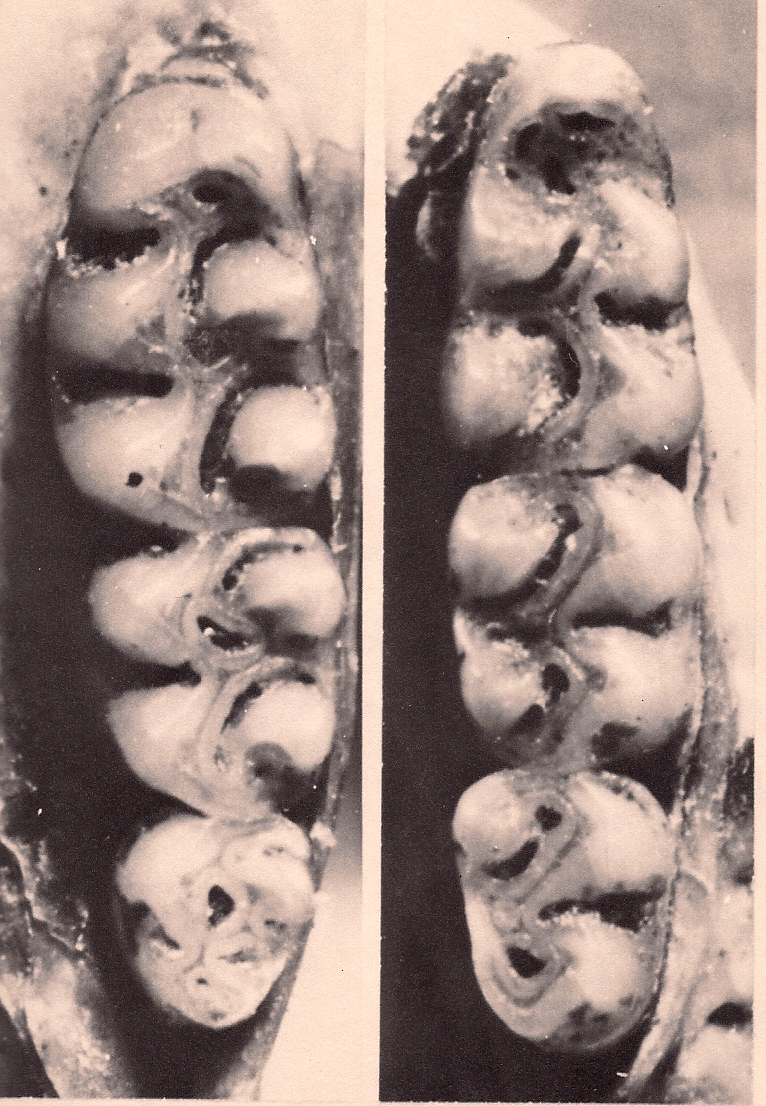
Molares superiores (esquerda) e inferiores (direita) do holótipo de Oryzomys antillarum.

O registro mais antigo bem datado de O. antillarum é na caverna Drum, no sistema de cavernas de "Jacksons Bay", onde foi encontrado em um estrato datado por radiocarbono entre 10.250 e 11.260 anos antes do presente, segundo um estudo de 2002. Está presente em vários outros sítios não datados que precedem a colonização humana da ilha, cerca de 1.400 anos antes do presente. No entanto, um sítio do último período interglacial (caverna "Wallingford Roadside"), o Eemiano, contém apenas os roedores Hystricognathi dos gêneros Clidomys e Geocapromys brownii e não apresenta Oryzomys.
A presença do rato do arroz na Jamaica antes da chegada dos humanos refuta a hipótese de que ele foi introduzido; em vez disso, ele deve ter alcançado a ilha por dispersão sobre a água por meio de jangadas naturais, provavelmente há menos de 125.000 anos. Durante o último período glacial, níveis baixos do mar teriam exposto grande parte da terra entre a Jamaica e a América Central, reduzindo substancialmente a distância aquática necessária para o ancestral de O. antillarum chegar à ilha e provavelmente influenciando as correntes marítimas para que jangadas de vegetação da América Central fossem mais propensas a alcançar a Jamaica.
Espécies de Oryzomys são semiaquáticas e estreitamente associadas à água, o que pode ajudar a explicar a ocorrência do gênero na Jamaica. O rato do arroz foi encontrado em muitos depósitos de cavernas superficiais do final do Holoceno, alguns dos quais foram datados por radiocarbono como tendo menos de 1.100 anos. Seus restos também ocorrem em alguns sítios arqueológicos ameríndios. A partir de sua ocorrência comum e generalizada em cavernas, Ray sugeriu que o rato do arroz ocupava muitos habitats diferentes antes do contato europeu. O. antillarum foi o único roedor sigmodontino em qualquer das Grandes Antilhas, onde a fauna de roedores, de outra forma, consiste apenas de Hystricognathi e roedores introduzidos.

### Registros históricos
Embora existam alguns registros históricos iniciais dos ratos da Jamaica, há muito pouco neles sobre a espécie Oryzomys antillarum, talvez porque tenha declinado rapidamente após a colonização europeia da ilha e porque os primeiros autores não a distinguiram dos roedores introduzidos (o rato-preto, Rattus rattus; a ratazana, Rattus norvegicus; e o camundongo, Mus musculus). Patrick Browne, em sua obra "Civil and Natural History of Jamaica" de 1756, descreveu um "rato de casa e de cana", um "camundongo" e um grande "rato-d'água", que ele disse terem sido introduzidos na ilha e se tornado muito comuns lá.

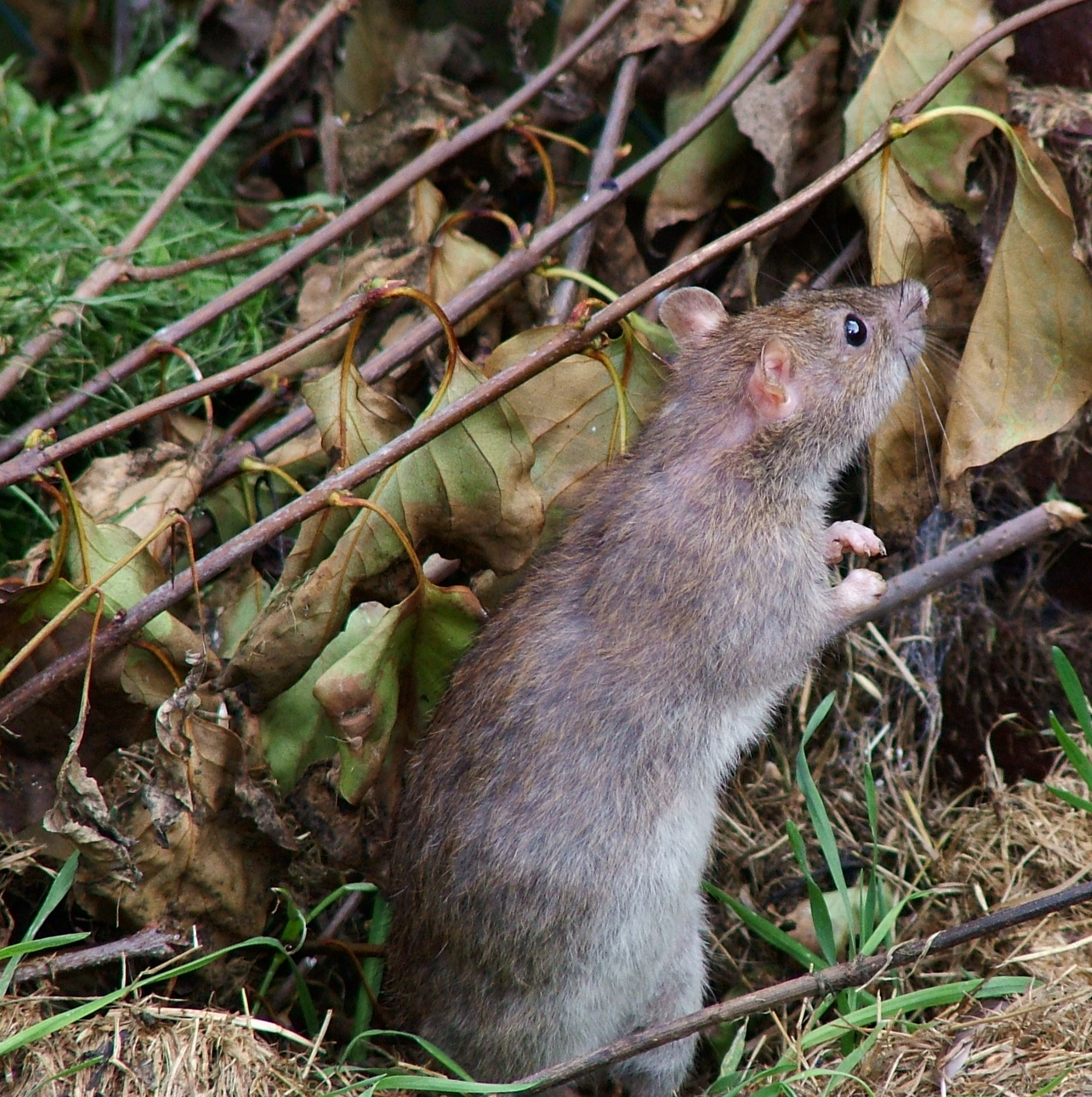
A ratazana (Rattus norvegicus) pode ter contribuído para a extinção de O. antillarum

Em sua publicação "History of Jamaica" (1774), Edward Long reconheceu quatro ratos jamaicanos: o "rato-d'água" de Browne, chamado de "rato Charles-price", que Long considerava idêntico aos ratos-d'água europeus do gênero Arvicola; o "rato-preto de casa", dito ter sido trazido da Inglaterra; e dois que ele disse serem indígenas. O maior deles era um "rato da cana" acinzentado e o menor era um "rato do campo" avermelhado do tamanho da toupeira-europeia (Talpa europaea). Ray considerou que o último poderia ser simplesmente o camundongo doméstico, já que o tamanho de uma toupeira europeia seria pequeno demais para Oryzomys.
Em "A Naturalist's Sojourn in Jamaica" (1851), Philip Henry Gosse listou o rato-preto, a ratazana e o camundongo doméstico, bem como o "rato da cana", que ele descreveu como Mus saccharivorus e considerou provavelmente idêntico ao "rato-d'água" de Browne e ao "rato Charles-price" de Long. Ele também mencionou as duas espécies que Long listou como indígenas. Tanto Thomas quanto Ray afirmaram que esse "rato da cana" era provavelmente uma ratazana, a julgar por suas medidas. Gosse escreveu que um explorador inicial, Anthony Robinson, havia descrito e ilustrado essa espécie em um manuscrito não publicado, com base em um espécime de 51 cm de comprimento, metade do qual consistia na cauda. Ray não conseguiu examinar o manuscrito de Robinson, mas sugeriu que o rato de Robinson não poderia ser a ratazana, porque essa espécie não chegou às Américas até cerca de 1800, e poderia, em vez disso, ser O. antillarum.
Gosse coletou o espécime do Museu Britânico de O. antillarum em 1845, mas pode não tê-lo separado dos ratos introduzidos encontrados com ele. Coues observou que os dois espécimes do USNM que examinou foram recebidos após ele ter escrito a parte anterior de sua monografia; mais tarde, Thomas e outros escreveram que esses espécimes foram obtidos por volta de 1877, mas Ray afirmou que foram coletados antes de 1874. Nenhum espécime foi coletado desde então.

### Extinção
Oryzomys antillarum provavelmente foi extinto por volta da década de 1870 e está atualmente listado como tal pela Lista Vermelha da IUCN. Sua extinção é geralmente atribuída ao pequeno mangusto indiano (Urva auropunctata), introduzido na Jamaica em 1872, e também às espécies de Rattus introduzidas. Por outro lado, Ray argumentou que a importância do mangusto foi superestimada. Em vez disso, ele sugeriu que O. antillarum pode ter sido afetado pelas mudanças ambientais massivas que ocorreram na ilha após a tomada britânica em 1655. Nesse período, a maior parte da ilha passou a ser usada para cultivo, destruindo o habitat nativo de Oryzomys. Assim, Oryzomys foi reduzido a competir com ratos introduzidos em habitats artificiais, aos quais os últimos são bem adaptados. Talvez, escreveu Ray, o rato-preto não tenha conseguido extirpar Oryzomys, mas a ratazana, um invasor posterior e mais agressivo, levou-o à extinção. Gatos e cães predando Oryzomys também podem ter contribuído para seu desaparecimento.